# 秋田騒動
秋田騒動（あきたそうどう）は、1757年（宝暦7年）に久保田藩（秋田藩・佐竹藩）で発生した銀札と言われる銀の兌換券を原因とする騒動のこと。秋田騒動によって銀札の兌換を担当した商家の多くは潰れ、銀札推進派の藩士らが切腹などの処分を受けた。
この出来事がお家騒動にまでは至らなかったと考える人は銀札事件という名が適切だと主張するが、お家騒動まで至ったと考える人は佐竹騒動という名前も使用する。また宝暦事件とも呼ばれる。石井忠行は江戸時代に「丑年騒動」と言われていたことを記録している。お家騒動に至ったとするか否かで事件に関する記述は全く異なる。例えば『秋田県史』などでは家臣団の陰謀の話には全く触れられていない。
秋田騒動は悪女妲己のお百と結びつき、歌舞伎・小説・講談・映画・落語の題材として何度も扱われている。

## 経緯

### 銀札実施まで
慢性化してきた藩財政の窮乏に対処し、その打開策として久保田藩が幕府に対して銀札の発行を願い出たのは宝暦4年6月27日（1754年8月15日）であった。久保田藩商人の森元小兵衛が進言し、財用奉行の川又善左衛門が推進、4月に家老、勘定奉行、町奉行らが寄り合い、相談を進めたものであった。藩が幕府に提出した「御伺書付」によれば、「秋田藩は近年財政が欠乏し、加えて不作が続き領民も困窮している。そこで銀札発行により諸商売を盛んにして藩士や商人、農民を救いたい。仙台藩や白河藩でも藩札を発行した例がある」というものであった。幕府は勘定頭一色周防守を通して2つの反問を伝えた。「久保田藩は昔から銀が多く産出する藩だったのではないか」というものと「銀札発行によって他藩の妨げにならないか」というものであった。これに対し、久保田藩は2つめを重視し「銀札は久保田藩内の富裕町人・百姓を札元とする兌換券とするので問題は発生しない」と答え、7月30日に許可を得た。同年10月11日、川又善左衛門は銀札発行を伝え聞いて動揺する藩士や庶民を納得させるために「上意之覚」を配布して藩が銀札発行に至った経緯を説明した。また、銀札の下絵や札元の富裕町人・商人の世話の差配をしている。札元が最も遅くまで決まらず、進言した商人の森元小兵衛も固辞し、やっと10月末に佐竹藩の豪商だった見上新右衛門や鉱山師の（松坂屋）伊多波武助ら34名に札元が決まった。

### 銀札実施後
宝暦5年2月5日（1755年3月17日）に銀札使いの諸規定を定め、銀札が実施された。規定は以下の通りである。「しばらくは銀札と正銀を取り混ぜて使用すること。金で取り扱いするときには、金1両につき、銀60匁を両替しその場合には半分銀札を使うこと。銀で取引するときには銀1匁につき、銀70文の相場で行うこと。正銀100匁は銀札101匁、銀札102匁は正銀100匁で兌換すること。他藩の商人や旅人は正銀を通用すること」などであった。幕府との公約通り他藩の迷惑にならない規定だったが、最初から打歩がつけられていた。
銀札が実施されると銀札の価値はたちまち下がっていった。人々は正金銀を退蔵し、銀札を手に入れた場合はすぐに正銀に兌換しようと取引所に殺到した。わずか1ヶ月で兌換自由の規定は見直され、3月25日に兌換を一切認めず、他藩に正銀を支払う場合にも厳しい制限がついた。しかし、わずか1ヶ月で規定を変えたことが人々の銀札への不信を深めることとなった。5月17日5ッ時を期して、藩は久保田城下の61軒を捜索した。退蔵している金銀や銭、米を一気に摘発しようとするものだった。どこからか計画が漏れたのか結果は期待外れの大失敗に終わった。流言が飛び交い人々は極度に動揺した。
6月25日に藩は規定をさらに変えた。領内の一切の売買は銀札に限るというのであった。藩外との交易でも藩内に出入りする際に引換所で正銀に変えることを強制した。また宝暦5年（1755年）は飢餓が進行するのが予想されたので、藩から生産される米をすべて買い上げる「御買米仕法」も実施された。藩は城下の蓄米をすべて調べ上げてそれを元に、米座から米を配給した。米の配給は渋滞し久保田や土崎湊は眼もあてられない無間地獄になっていた。しかし、宝暦6年（1756年）は相当の豊作が予想されたので、人々は御買米仕法の緩和を期待した。しかし、銀札を乱発したせいで米価は上がったままであった。
宝暦6年11月16日（1756年12月7日）、家老の真壁掃部助、小田野又八郎らが御役追放蟄居となり、銀札奉行赤石藤左衛門は改易となった。理由は「御買米仕法」による米の買い上げ価格を上意に反して独断で決めたものである。銀札によってインフレーションが発生しており、米価を下げることによって諸物価の高騰を防ぎたかったものである。12月、久保田藩の全ての家臣が集まり会議をしたが結論が出ず、藩主に御伺いを立てる有様であった。
宝暦7年1月20日（1757年3月9日）、美濃国石津郡多羅尾村の3人が幕府を通して訴えて来た。多羅尾村は茶を栽培して第一の生計にしている村である。銀札で茶の代金を得ていたが、宝暦5年に兌換できず、宝暦6年にも豊作なはずなのに、未納が続いたためである。3月13日に江戸御評定所で裁判と決まった。「銀札発行によって他藩の妨げにならない」と確約している久保田藩は慌てた。久保田藩のあつい饗応と即時兌換によって願いは取り下げられた。しかし、この事件の責任を取って白土奥右衛門や大縄幸左衛門らの銀札奉行が遠慮し退役せざるを得なかった。
2月11日（1757年3月30日）、平本茂助が中心となって銀札仕法は4度目の改革になった。平本の改革は銀札派官僚の権限を押さえたものになった。自由に商人が産物を売り買いしたり、富豪が金銀を貯めるのをお構いなしとしたものであった。これは、今までの銀札方役人の誤りを指摘して、銀札政策を破棄するものであった。家老・梅津外記は銀札執行には積極的であった。対して家老・石塚孫太郎や岡本又太郎（石塚の弟）らは批判派であった。平本茂助は江戸に登った川又の後任で、石塚孫太郎は真壁の後任だから共に銀札執行に責任は無かった。しかも銀1匁に対して、銭2・3文まで落ちていた銀札の価値が、この改革で12文まで立ち直った。

### 藩内での対立

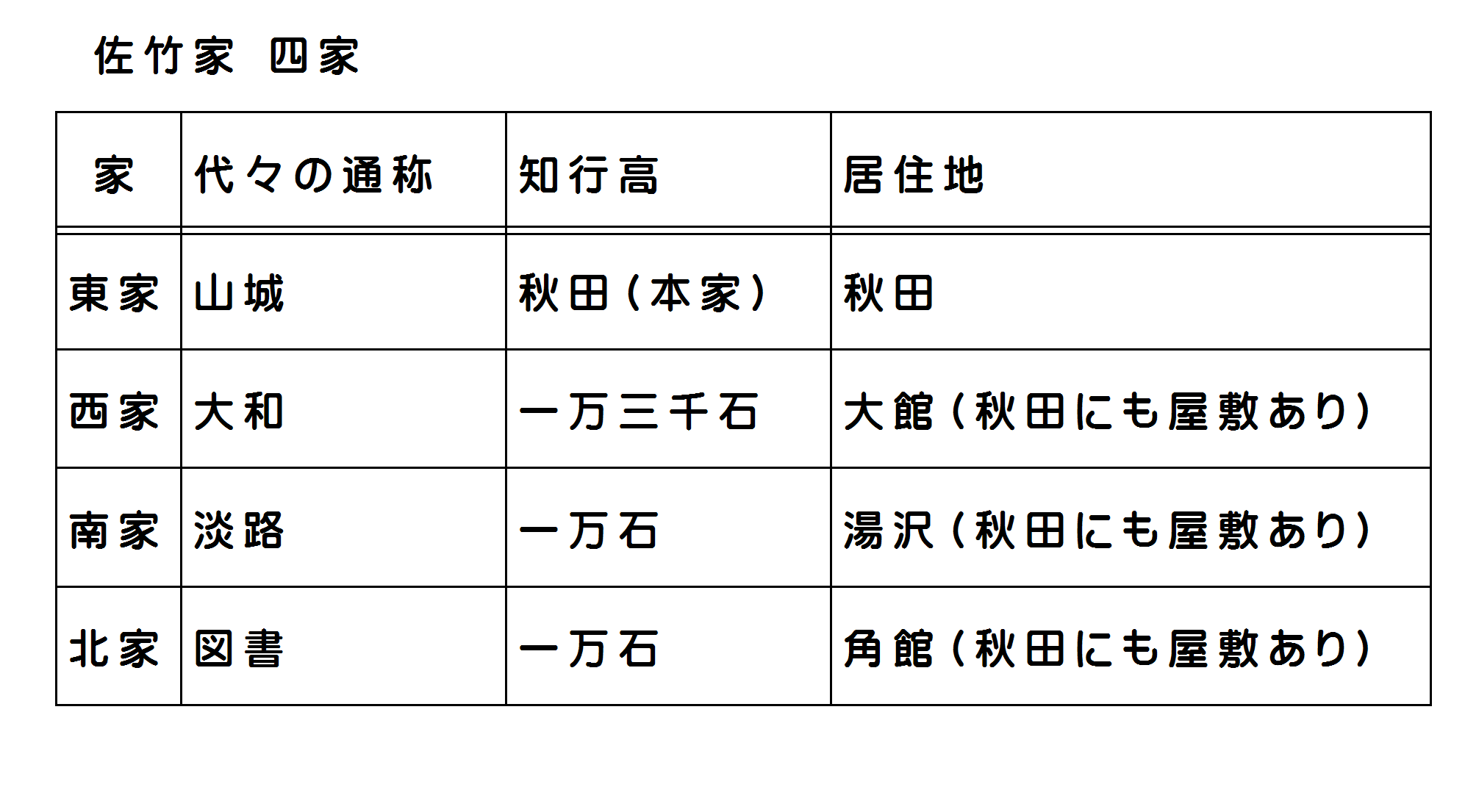

3月26日（1757年5月13日）、家老の石塚と岡本は角館の佐竹義邦（図書）の久保田への出府を願い出て、佐竹義智（東山城）宅で会おうとした。これは5月に予定される藩主佐竹義明の国入りで、銀札執行派の勢力拡大を恐れたからと推測できる。佐竹義智や佐竹義邦は藩主佐竹義明の叔父であった。
4月6日（1757年5月23日）以降、平本茂助も加えて会合が開かれた。彼らは私的な内談の結果を会所に持ち込み合法化して布告する「密室政治」を行った。これに対し、政治は会所で決まるものと考えていた梅津外記や、国元家老の山方助六郎、山方に軍学を指南していた野尻忠三郎が不満を溜めていた。4月14日（1757年5月31日）、藩主佐竹義明から、正月以来の密室政治に疑惑を感じているという手紙が届く。佐竹図書らは手紙を改ざんし、梅津外記はそれに反発したため、4月16日（1757年6月2日）に両者は会所で正面衝突してしまう。この日騒ぎは収まったものの、翌4月17日（1757年6月3日）に佐竹図書らは梅津外記を出勤差止にする。さらに翌4月18日（1757年6月4日）、京都から川又が帰って来たが、4月20日（1757年6月6日）に佐竹図書らから「遠慮」を申し渡されてしまう。山方助六郎は病気を理由に引きこもっていた。
5月18日（1757年7月4日）、久保田への帰国を目前にした藩主佐竹義明は、突如佐竹義邦（図書）、佐竹義智（東山城）、石塚孫太郎、岡本又太郎に「御差あり（中略）差控」を申し渡す。平本茂助は佐竹義智宅に引きこもって難を逃れた。御城御門は多数の足軽で物々しく固められ、ついに5月19日（1757年7月5日）、藩主佐竹義明は久保田へ到着した。義明は佐竹図書らを「逆意之萌明白」として断罪しようとした。こうして旧銀札派は勢力を盛り返したように見えた。だが銀札の失敗はそれでは取り返しがつかない程になっていた。
5月20日（1757年7月6日）、太田蔵之介が藩主佐竹義明に直訴しようとして、大越甚右衛門らにはばまれた。5月24日（1757年7月10日）、武頭共の総意を代表して羽石小七郎が「不安堵千万」と言う書を家老に提出した。大館の佐竹義村（大和）も天徳寺など各寺院の住職も登城したが、皆銀札の失敗を証言した。四家のうち南家の佐竹淡路は幼少のため登城しなかった。
5月26日（1757年7月12日）、側近に奸ありと、いきなり義明は旧銀札派の側近や家老を一掃した。江戸で5代藩主佐竹義峯の側近として権威を振るい愛宕下御前（義峯の子女）奥家老を勤める那珂忠左衛門も野尻忠三郎の宅から「甚だ怪しき書き付け」が発見され、糺明を受けることとなった。東山城や佐竹義邦は「山方・野尻・那珂らが謀計を相企候」まちがいなしということで、野尻親子は草生津で断罪された。その他も切腹や永蟄居など、総勢40人が処分された。
6月28日（1757年8月12日）、銀札への最終処理を久保田藩はまとめあげた。それによると、7月7日（1757年8月21日）をもって銀札の発行を禁止し、以後は一匁の銀札を一文の金額で10年かけて兌換するというものであった。人々は不満を持ったが、これに従うしか無かった。銀札は70分の1に切り下げられたことになる。しかも、約束では10年かけて兌換するとあったが、その兌換も1ヶ月で終了した。
七日市村の豪農長崎七左衛門の『大事代記』によれば「札元ハ多ク潰ニ及申候、惣棟梁川又善左衛門様ハ切腹被仰付候」とある。
宝暦の銀札の失敗の後、約80年後の天保11年（1840年）に再び藩札が発行された。これは、銅山、銀山およびその付近だけで通用したとされるが、広く領内にも通用していた。銀札との記録もあるが実際には金札や銭札が発行され、この時は騒動無く兌換も適切に行われた。現在は稀少である。その後、幕末にも2度ほど秋田藩は藩札を発行している。

## 『秋田杉直物語』
馬場文耕の作品と言われ講談調に秋田騒動を描いた作品である。『秋田杉直物語』では秋田騒動をお家騒動と捉えている。馬場文耕は『平良仮名森の雫』で幕府に処刑されたが、その直前に描いたのが『秋田杉直物語』ということになる。『平良仮名森の雫』の郡上藩は改易になり、秋田藩は改易にならなかった。秋田藩が改易にならなかった理由について、土井輝雄は表向きはお家騒動にまで至らず、公儀の力を借りなかったことが秋田藩に幸いしたのかも知れないとする。『秋田騒動実記』の跋（後書き）には芝切通し（港区虎ノ門5丁目南側）で、1日ずつこの本と金森記（『森の雫』）を講じたと書かれている。
江戸時代には講談の主な演目としてお家騒動がある。三田村鳶魚によればお家騒動を最初に読んだ者こそ馬場文耕であるとしている。彼は、お家騒動を描いた『平良仮名森の雫』『森岡貢物語』『秋田杉直物語』の作品を作ったが、『平良仮名森の雫』は一書としてまとめられたかどうかも明らかでなく、『森岡貢物語』は盛岡藩の使者と老中たちの悶着を描いたものであるが、短編でお家騒動と呼べる程の奥行きはないため、『秋田杉直物語』こそが最も古いお家騒動の講釈の種本であるという。
高橋圭一によれば、『秋田杉直物語』は馬場文耕の唯一の4万字余りにわたる中編でもあるという。石井忠行は『伊頭園茶話』で「『秋田杉直物語』とあるは円明公（佐竹義峯）の御うへより書きそめて、いともあるまじきそらごとのみ多く、偽作なることいちじるし。此書は恐らくは江戸定居の藩人ひそかに書きつづりしにやと覚ゆ。其故は御国の事なんど語り伝へを聞きとりてものせしとも思はれざる事多し。又江戸の事も是に同じければ、試に云のみ。あなかしこ返す返す此直物語といふはゆゆしき妄言ありて、世の人の見んこといといとうれたき事ここ（ママ）そ。いかなるをこのものの偽作せしにや可悪事のかぎりなるをや」とある。『秋田県史』近世編では「その性質上必ずしも信頼できない」としているが、今田洋三は『秋田杉直物語』を「江戸の一介の舌耕家の作述である故、事実に即していない所が多々あるのは当然であろう。しかし、…大筋では一致するものである。…当時の藩政の構造的矛盾に迫る作品たり得ているのである。この秋田騒動の情報を集め、文耕に提供したのが新乗物町源蔵店の貸本屋藤兵衛・藤吉兄弟を中心とする貸本屋グループであった。その点で、この作品はこの時期の貸本屋の情報収集能力の高さをも示している」とする。

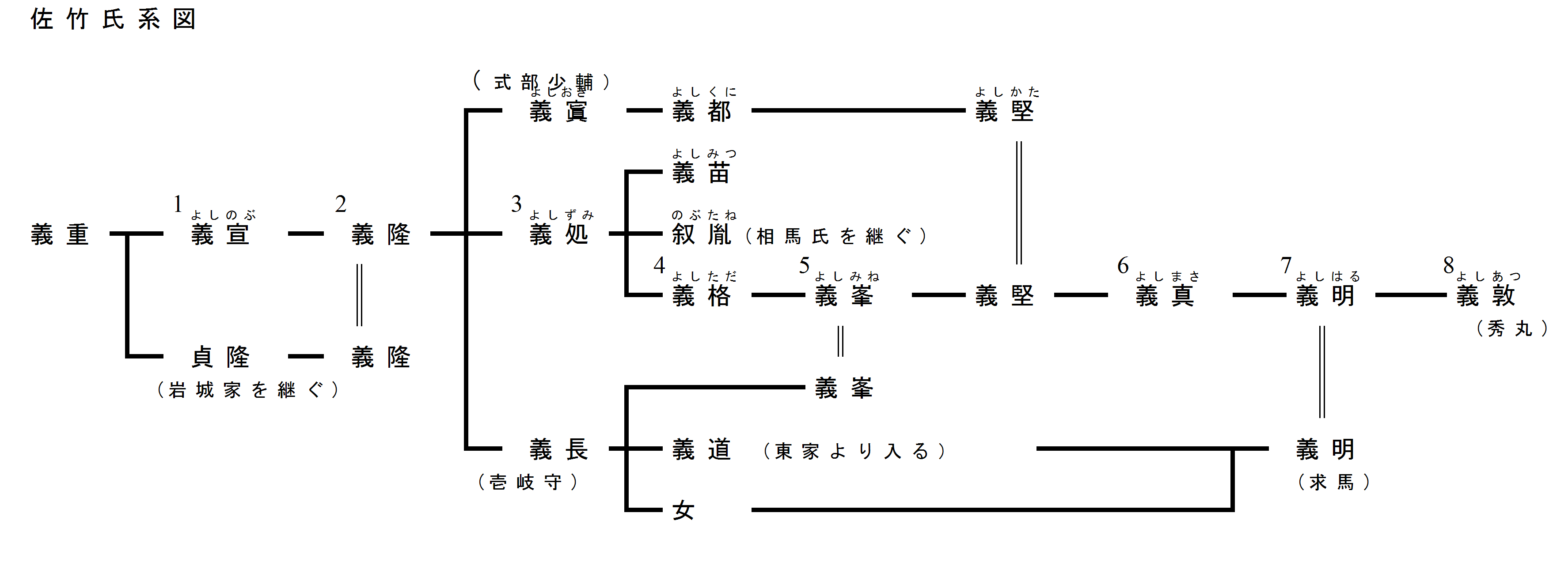

『秋田杉直物語』の記述は、まず佐竹藩の家督相続の経緯についての紹介から始まる。
2代藩主佐竹義隆には3人の男子がいた。正室の子である佐竹義処が家督を継ぎ3代藩主となるが、次男の壱岐守佐竹義長に2万石、三男(実は長男)で側室の子の式部義興に1万石を与え、もし本家に嗣子がないときには、壱岐守家か式部家から入って家督相続をさせることにした。4代藩主の佐竹義格には子が無く、壱岐守家の佐竹義長の子である佐竹義峯が入って、5代藩主となった。ところが、義峯にも子が無かったため、壱岐守家の意向に反し、式部家の佐竹義堅を養子に迎えた。しかし、義堅は家督相続以前に死去したため、子の佐竹義真が跡を継いで6代藩主となった。佐竹義真は在位4年足らずで死去し、今度は壱岐守家から佐竹義長の長男である佐竹義明が7代藩主となった。
話は戻り、佐竹義峯（作中では義岑）は徳川吉宗に仕えていた。ある年の月並みの御礼日に登城した大名達は、お国自慢を始める。義峯が傘の代わりにもなる大きなフキの自慢をしたところ、他の藩主から法螺話と受け取られ嘲られてしまう。その場は大目付筧播磨守に鎮められたが、義峯の怒りは収まらない。そこで、藩主の名誉のために、那珂忠左衛門は大きなアキタブキを取り寄せ、義峯に恥辱を与えた大名達と筧播磨守を饗応の宴に招き、大きな蕗を披露する。那珂は藩主の名誉を回復し義峯に取り入り、これより第一の出世頭になる。那珂は知恵と才覚に富み、加えて風流人で十種香や茶の湯の達人であった。後に、那珂忠左衛門は松平隠岐守の妻になっていた義峯の長女の付家老となる。
義峯は重病に侵され、養子の候補者が2人立つ。一人は佐竹壱岐家の求馬（後の佐竹義明）。もう一人は式部少輔家の佐竹義堅（作中では義照）であった。佐竹家の門閥である四家も、梅津家、渋江家、戸村家も義堅を推し義堅が義峯の養子になる。義峯の父、佐竹義道（壱岐守）は那珂に取り入り、那珂に「孫の求馬を本家の跡継ぎにしたい。しかし、本家には佐竹義堅と、その子佐竹義真がいる。とうてい求馬が出る幕はない。残念なことである」と話をした。那珂は元来邪欲があって忠義の志は薄いので、佐竹義道と共に謀略を巡らす。那珂は義堅が勤務先の松平隠岐守方に暑中見舞いに来た際に毒殺してしまう。家督は息子の佐竹義真（作中では義直）が継ぐ。義真は若年ながら骨のある人物であった。細川越中守が板倉修理のために殿中で横死したときに、騒ぎ立つ諸大名を取り鎮め、津軽越中守が秋田藩内の川越人足の無法を城内で声高に告げられた次の年に、その川越人足達を死罪にして晒した。那珂は義真暗殺の決意をし、家老山方助八郎、用人小野崎源太左衛門、大久保東市、大島左仲、信太弥右衛門、膳番三枝仲、近習、小姓、女中達の多くを手名付ける。那珂は風流人だったので女中達に取り入ることが甚だ巧みであった。那珂は膳番の三枝仲に命じて佐竹義真を毒殺し、山方・小野崎と共謀して「家督は求馬に渡す」という偽の遺言状を作る。家督評定の席上、那珂・小野崎に対して、戸村十太夫は相馬尊胤の子、相馬采女福胤を推す。結局、義真が江戸出立の際に老中に差し出していた仮養子の人物に家督相続を願うことに決定する。佐竹義道（壱岐守）は秘かに老中堀田相模守 を訪れ、かねてより収賄によって懇意にしていたので、義真の書き付けは密封のまま返却され、家督は佐竹義明が継ぐことになる。
その後、那珂は自身の栄達のため妖婦「お百」を義明の侍妾に勧め、義明を酒食に耽るように仕向ける。加えて、銀札使いを始めて、秋田藩の金銀を銀札に替えて百姓町人の金銀を奪い取ろうとする姦計を思い立つ。困窮して愁訴しようとする者は押し込めてしまい、義明には国が潤っているとのみ報告する。安堵した義明は遊興に日を過ごす。那珂は国元で佐竹山城に近づき、自ら考えた新法（銀札使い）の書き付けを渡す。家督振る舞いの際、佐竹山城は義明に新法の書き付けを見せて、賛成した佐竹義道（壱岐守）ともども国政を改めるように進言する。ところが、義明は真っ直ぐな性格で、名君だった義真が行わなかった新法を施行することを拒む。
那珂は伊勢屋三郎右衛門を抱き込み、国元の四家始め、家老用人までも説得し連判を取った上で再び義明に願い出て、銀札遣いが許可される。銀札遣いが、伊勢屋三郎右衛門が総元締めとして施行されるが、引き替えが順調に行われず銀札の値打ちは暴落する。そこで、能登谷喜兵衛、福田七兵衛、かがや惣兵衛も引換所を申しつけられる。秋田藩領の人々が困窮する中で、郡奉行の平元茂助 の治める院内領だけは銀札遣いを一切行わない。その上平元は戸村、渋江、梅津らの旧臣に進めて、八橋で太守の蔵を開き人々に食料を分け与える。町人百姓の恨みはもっぱら那珂と伊勢屋に集まり、ある夜数百人の者達によって伊勢屋は打ち壊される。折り悪く、その宝暦5年は凶作であった。佐竹義明入部の年ということで、藩主に愁訴しようとする者が多い。義明は初入部に際し万事質素に取り行う。那珂は江戸常住となるが、義明入国の際には、那珂の一味が大挙して出迎え、口々に国が良く治まっていることを証言する。義明は翌年江戸に戻る。
那珂は義明が篤実で思い通りにならないので、義明を不行跡者にして隠居させ、秀丸(佐竹義敦)に家督を継がせ、自分が秋田を手の中に入れようと考える。まずは、義明に那珂の妾（実質は女房）のお百から勧めさせて、お百の妹分として側室を抱えさせる。宝暦7年、義明の再入部の年になる。今回は那珂が手配して御部屋同道ということで、おびただしい荷物が仕立てられ、つつじ千本がわざわざ江戸から送り届けられる。しかし、郡奉行の平元茂助は万民困窮の最中妾の人夫まで駆り立てることはできないと、院内口でそれらを捨ててしまう。これによって、那珂一味は平元を恨むようになる。江戸では那珂が義明に種々讒奏し「平元押込め」の書き付けを渡したところ、国元では佞人達が平元を切腹させようとするが、これを聞きつけた戸村十太夫は平元をかばう。

宝暦7年5月、義明は秋田城まで一日の戸島に宿を取る。山方助八郎、三枝仲ら那珂一党は義明に向かい、四家の面々や戸村、梅津、渋江らが申し合わせて、領民の困窮を太守一人の責任にして、太守を押し込めようとしていると言上する。驚いた義明は、小野崎源太左衛門や信田弥右衛門を使者として、四家や石塚孫太夫、岡本又太郎に閉門を申しつける。城下から物頭の太田内蔵介が戸島まで来て諫言しようとするが、山方、三枝にはばまれる。翌日義明は秋田城に入り、忠臣達は山方、三枝、小野崎らを捕らえ獄舎に入れる。那珂も江戸から呼び寄せられることになり、宝暦7年7月に那珂は一味の小野崎御酒、大島左仲と共に江戸を出立する。院内の関所まで来て、那珂は実兄の忍三郎左衛門からの書状で悪事が露頭したことを知ると、直ちに2人を捨て院内の関所を無理に押し通り、江戸に戻る。しかし、義明と松平隠岐守との直接の手紙のやりとりによって、愛宕下の屋敷から誘い出され幽閉される。お百は奉公請状を偽造し、下女ということでまんまと逃れる。那珂一味は切腹、改易、蟄居等を仰せつけられる。那珂は庶民に下され引き回しの上、秋田の八橋にある草生津刑場で処刑される。平元茂助は総奉行になり、四家の人々や忠義の面々は加増を受ける。お百はその後、高間磯右衛門という人物に引き取られる。
『秋田杉直物語』には多くの矛盾点があり批判を受けているが、真実が混じっているという人もいる。複数人の膳番が切腹や処刑された事実や、最後に一括して載せている関係者の賞罰も、秋田での記録とほぼ一致している。実際、馬場文耕には秋田藩の情報が集められていたとされ、彼に連座し江戸払にされた貸本屋の藤兵衛の判決文には、佐竹秀丸（佐竹義敦）の家中に不埒者がいて、雑説を書き留め、住所不明の秋田の旅人長助から馬場文耕に情報を流し、著述させたとある。
『秋田杉直物語』は初期の実録物としては出色のものであり、後続作にも影響を与えた。『秋田杉直物語』では、那珂忠左衛門が全ての陰謀を企てた悪役であるという形になっている。『秋田杉直物語』（深秘録本）の序文を書いた三田村鳶魚は、この騒動の原因は、5代藩主の佐竹義峯が次の養子を生家である壱岐守家からではなく、あえて式部家から迎えたことが、対立の発端であるとして「公平に両分家から迭立したようであるが、此の時から藩中に両分家の一方に荷担する者を生じ、遂に党派の勢いをなした」と述べた。また「重臣戸村十太夫等は壱岐守家を援け、重臣山方八郎等は式部少輔家を引きて陵轢せるなり」と、重臣らの対立に発展したと解説している。しかし「後年藩命を以て戸村の男に助三郎の女を妻合わせて山方氏を再興せしめしなど、旁々宝暦の内訌は、朋党の争闘なるが如くに観ぜられる」と、両家の縁組みで対立の解消がはかられ、この騒動の本質が実は派閥党争であったことを指摘している。しかし、三田村鳶魚がどのような史料や根拠でこの解説を書いたのかは、現在では不明である。

## 脚色される『秋田杉直物語』
『国産秋田蕗』の序には「秋田騒動実記大全十八巻は東武の講師沢田馬文古羽州之隠士に談し正説を撰んで巻冊を成し置きたり…金森騒動記と号して全部十五巻則馬文古が撰書なり」とある。中村幸彦は『読本発生に関する諸問題』（1948年）で、『金森騒動記の撰者』なる馬文古とは馬場文耕だろうとしている。そして「この序が正しければ『秋田騒動実記大全』は、それ以前の文耕の夥しい著述と共に宝暦初年の作である。文耕の如きは講釈の度毎に加筆して『杉直物語』の簡略から『実記大全』の複雑へと書き改めて行ったもので、以て実録体小説成長の実情を示してゐるやうである」としたさらに「秋田騒動の進展系譜を作れば『秋田懲瑟禄』（記録）-『秋田杉直物語』-『秋田騒動實記大全』-『國産秋田蕗』-『増補秋田蕗』他に『秋田治亂記實録』、『羽州秋田實歴聞書』、『秋田騒動記』、『那波物語』、『佐竹扇』などこの系の作品があるやうであるが、詳には未だしらべ得ない」とする。
秋田県公文書館には『秋田騒動聞書夢之噂』と題する一書がある。乾巻と坤巻より出来ていて坤巻本文末には「宝暦十年秋八月吉日」という奥書がある。この本でも秋田騒動の首謀者は那珂忠左衛門であるとしている。しかし、この本では佐竹義真を毒殺したのは北家・東家であり、その仇を報ずることが大義名分であるとしている。那珂、真壁、梅津、大越の先祖のことなどがより詳しく記述されている。さらに反銀札派の平本も活躍している様子が描かれ、銀札に対する落書きも多く記録されていて秋田で書かれたことがうかがわれる。坤巻では那珂忠左衛門のことが詳しく記述しており、那珂と孫達との別れが長々と語られている。しかし、処刑当日も顔色が変わらなかったので人々が「大勇の人にあらずや」と評したなどと、単なる悪役ではなくスケールが大きな人物として描かれている。また、那珂や真壁掃部助などの家老サイドから事件を追っていて、救国の士でありアイディアマンの那珂像をにおわせている。佐竹義真を毒殺したのは北家・東家とし、落首をちりばめ、さめた筆使いを特色としている。
『国産秋田蕗』は十万字におよぶ長編で、『秋田杉直物語』を基礎に、さらに那珂忠左衛門の悪事を詳細に記述したもので、秋田のことは『秋田騒動聞書夢之噂』の記述を元にしていると思われる。高橋圭一は『秋田騒動実記（大全）』や『秋田杉直成記』と同内容で有りながら複数の書名を持つ諸本が存在するのは、この書がかなり流布していたからであろうとする。高橋は『国産秋田蕗』について、『秋田杉直物語』を踏襲しつつも、銀札騒動から義明帰城直前あたりまでは『秋田騒動聞書夢之噂』を用いていること、わずかながら『秋田治乱記』が利用されていることを明らかにした。高橋は那珂に関する部分が大きく改変されたことも指摘している。具体的には、京都安井の御門跡の坊官久保治部卿なる人物が登場し、彼の妹が佐竹義格の側室となり、やがて懐妊したまま那珂忠兵衛の後妻になる。ここで生まれた子が那珂忠左衛門であり、彼は13才から伯父久保治部卿のもとで学問から種々の芸道に至るまでを修行し、蕗騒動の後、母親から自らの素性を聞いて心変わりを起こし、御家横領を企むようになる。那珂は佐竹義道に接近し、両国橋での落馬も吉瑞と取りなす。義堅毒殺に用いた鴆毒は那珂の手から出たものであり、三枝仲には義真暗殺の方法を事細かに指示した。那珂は義明の対立候補として福胤の名が挙がることも予測しており、堀田相模守に金銀を贈るよう、佐竹義道を唆したなどといった、那珂が陰謀の主犯であると強調する改変がなされている。また、佐竹図書の書状や太田蔵之助の指し出した一書、加えて松野茂右衛門の密告によって悪事はすっかり露顕した後、それまでは事態を静観しながら好機を待っていた佐竹大和が出府し、彼の指揮下で逆臣は悉く捕えられるという部分は『国産秋田蕗』の創作であろうとした。結論として、『日本古典文学大辞典』「秋田騒動物」の項にある『国産秋田蕗』は『秋田杉直物語』系統と『秋田治乱記』系統を合わせたという説は、上述の通りに修正されるとする。
幕末の『秋田蕗』はお百の記述を増して、怪奇フィクションの要素を取り入れた作品である。明治時代の『増補秋田蕗』は作中御家騒動は高々三分の一程度で、のこりは毒婦お百の悪逆無道な行為の数々を綴ったものである。御家騒動の筋は『国産秋田蕗』を簡略化（たとえば義峰、義堅、義真の三代がここでは義尚一人にまとめられている）され、新たに増補された部分は『善悪両面児手柏』の中のお百の記述と重なり合う。

## 那珂忠左衛門
秋田杉直物語で悪役にされた那珂忠左衛門は旧名を那珂采女と言い、作中では那河や那可などと記載される。那珂忠兵衛通実とも言う。那珂は1751年(寛延4年)に『秋田昔物語』を著していて、これは彼の遺著になっている。『秋田昔物語』（『羽侯有明昔物語』、『昔物語』、『羽侯昔物語』、『那珂通実昔物語』、『那珂忠左衛門昔物語』などの写本があり、多くは秋田公文書館に所蔵されている）は『秋田叢書 第9巻』に収録されており、深澤多市の解説には「子孫奉公の種にすべしとのことにて書き記した」とある。
同書には藩政の初期には銀鉱山の隆盛によって、藩財政が潤沢であった様子(p.31)や「藩主の一言で自分を殺さなければいけなくなったり、一言で藩主に弓をひくようになったりする。…古来家来をおろそかにして身を殺された主人が諸書に記録されている」(p.50)という記述、既に佐竹義格の時代に佐竹義道と那珂は共に藩主の共をしたこと(p.52)、「孔子の道で天下太平を治めるのは大切なことだが、日本では唐の通りにはならない。その国々毎に政治の気風や性格があるのだ」(p.66)などの記述がある。
井上隆明は同書を「藩史に親しむ向きならば、一度は読まねばならぬ著名本となっている。しかも人間の言動を主とし俗人の眼力ではない。秋田第一級の随筆本とためらいなく推せるだろう」と評価している。江戸時代の秋田藩士の本に『汁談話』という本がある。これは、秋田藩士の土屋茂村や高部景賢、大塚寺村英、斎藤秀幹らが中心として集まり、「汁講」という社中の集まりで世の「嘉言善行」を語り合おうとしたものである。この中に文政4年（1821年）4月24日斎藤秀幹の記録として『秋田昔物語』（『羽侯昔物語』という題名で）の記事である黒沢多左衛門の逸話が書かれている。
那珂は佐竹家譜や国典類抄に大館から養子入りしたとある。用人、財用奉行、大坂蔵屋敷に5年務め、その後愛宕下の御前様付頭役を務めている。国典類抄によれば、事件の後で次男の小姓である村野治右衛門親孝と大館給人の実兄忍三郎左衛門宗英とともに処罰されている。孫の政五郎は未成年のために難をのがれた。菅江真澄の友人であった那珂碧峰は、那珂氏の祖に那珂忠左衛門がいるため、藩の重臣になることを遠慮している。
那珂忠左衛門は末期養子である。那珂の実家の忍家は佐竹義宣からの新参で、大館の給人で先祖は武州の領主と考えられる。現存の那珂氏の系図からは那珂忠左衛門の名はない。久保田の手形柳生流の天明時代の門弟帳の中に那珂要人という人物が免許皆伝の師範になっていて、那珂を名乗る門弟が多数見える。土居輝雄はこの事実から那珂一族の頂点であった忠左衛門が柳生流の免許皆伝であったことは間違いないだろうとしている。忠左衛門の長男の新兵衛は早死し、妻は次男治右衛門の養子先の野村家に引き取られていた。土居輝雄は那珂忠左衛門が藩主義明を裏切った契機は、宝暦7年4月に佐竹義明がその次男と妻を江戸の松平屋敷に引き取れと命令したことに発するとした。那珂はこれを藩主から佐竹氏との縁切りを言い渡されたと考え、怒り陰謀を企てたとする。

## 妲妃のお百と秋田騒動
『秋田杉直物語』には那珂忠左衛門の妾である「お百」が登場する。お百は元々、京都の貧者の娘で、その美貌と鋭利な頭脳で何人もの男の妻や妾になっていた。彼女が中国史上の最大の悪女と噂される妲妃になぞらえ、「妲妃のお百」として日本最大の悪女であると扱われる根がここにある。お百は脚色され、桃川如燕（2代目）の講談『妲己のお百』や実録物『増補秋田蕗』『秋田奇聞妲己於百伝』、河竹黙阿弥の狂言『善悪両面児手柏』、二世為永春水の『厚化粧万年島田』、清水米洲編集の『脇田奇聞 姐妃の高髷』といった作品に悪女として登場し、同時にこれらの作品では秋田騒動が語られている。明治時代に成立した『増補秋田蕗』では、お百が主人公となっており、佐竹藩の御用船によって滅ぼされた海坊主の怨念がお百にとりつき、彼女は数々の悪事をするという筋書きである。特に、殺した亡霊の魂が現れても平然として、灯りとして利用する場面は人気がある。
お百がこれほどまで、悪女として扱われるのは、海音寺潮五郎は育ちが育ちなので、厳格な武家女房にはなれまいと思われていたが、「昨日までの風俗に引き替え、武家の妻の行儀をたしなみ、まことに気高く、いみじきこと言うばかりなし」であるからとしている。「お百」が実は悪い女でなかったという設定の小説を、海音寺潮五郎は『哀婉一代女』で描いている。

## 『秋田治亂記（實録）』
『秋田杉直物語』に描かれた秋田騒動だったが、それに対抗して秋田で作られたと思われるのが『秋田治亂記（實録）』である。『秋田治乱記』と『秋田治乱記実録』の記述はほぼ同じで(やや実録の方が詳細)、いずれも作者や作成年は不明である。

『秋田治乱記』では『秋田杉直物語』で約半分を費やしている佐竹義堅、佐竹義真暗殺の件は一言も語られず、佐竹義明の代から始まっている。
野尻忠三郎は元来巧らみ深く知謀も人に優れていて、大番役を務めていた。しかし、野尻は近習の人々を語らい、家名を興そうとする野心があった。あるとき、近習達の酒宴の席に加わって「御家中で憎らしいのは四家、一門、座辺である。先祖の正しいことを鼻にかけ、位倒れにのさばっていて、平士を見下している。自分たち平士の方が勤めは大変であるのに報われることは少ない。当君義明公は『御心よし』で万事家老役人任せ、何でも役人の言う通りになさるようである。そこで四家を始め一門辺座の人々を讒言して逆意と言い立てて、彼らを滅ぼそう。その後、今度は殿を亡き者にして若君を取り立て、自分たちが秋田の国を思いのままにしようではないか。仲間としては、まず江戸の那珂忠左衛門を引き入れよう」と言った。近習達は賛同し、連判の者を募る。家老大越甚右衛門、梅津外記、山方助八郎を始め多数が一味になる。軍法者は野尻忠三郎、江戸の大将は那珂に決まる。
銀札施行での混乱はほとんど史実通りである。野尻忠三郎の計略は佐竹義明が秋田に到着後に佐竹図書や佐竹山城の取り調べが行われる時に、各地から出火させ騒乱を起こし佐竹義明が出馬する際に、寄り添う形で佐竹義明を暗殺し跡に図書や山城の家の提灯をばらまくものであった。禁足中でありながら、大勢の家来を差し出したことから太守殺害の嫌疑がかかり、これを江戸に言上すれば、両家の滅亡は間違いなしとした。

佐竹義明は大山伊織から月額を剃られる時、江戸の箕作茂左衛門からの又聞で家臣の奸佞があることを知り、心中にはそのことを考えてはいた。しかし、秋田城に着いてから大越や山方が家に帰らず昼夜側を離れず詰めていて、太田蔵之介が意見があると言っても伝わらない。どのように尋問するかを考えていたが、26日側近の小野崎源太左衛門、大久保東市、大島左仲を陰の間に召して直接尋問すると、自分たちの悪事を洗いざらい白状する。この後は全体の3分の1にあたる文書量で秋田での一味の処罰と功労者の褒賞が、延々と記されている。
野尻忠三郎は『秋田杉直物語』では、結末の仕置きの条で名前だけが挙がっていた人物であるが、実際に行われた処罰では野尻忠三郎は草生津刑場で断罪という、那珂忠左衛門に次ぐ厳しいものであった。また秋田藩の公式記録である『後藤七右衛門祐良御勘定奉行勤中日記』でも「此の度の一儀は根本野尻忠三郎深き巧みより起こりし候」とまで記録されている。野尻が兵具奉行になった時、物頭達の間で彼の排斥運動が起こり、それを聞いた野尻が野心を起こしたのが騒動の発端であるという。また、那珂は野尻の娘婿であると記されている。
石井忠行は『伊頭園茶話』で「秋田治亂記といふは、共温公（佐竹義明）の御うえの御事より書きそめて、詞のかざりもなく、誠しげに見ゆ、まづは日記のごとし」(十七の巻)と評している。『秋田叢書』(旧版第7巻、昭和7年)の解題では「この書は文書こそやや暢達を欠けど、その筆不偏不党にして公平を保ち、その記事最も正鵠を得たるものの如くである。これを諸家の記録に照らしあわせるに多く支梧を見ない」としているが、『秋田県史』近世編（昭和39年）では「その内容は封建理論で粉飾された講談調の記述であって、（『秋田杉直物語』と共に）その性質上必ずしも信頼できない」としている。
三田村鳶魚は『列侯深秘録』で「馬場文耕がむやみに藩主毒殺事件を記しているのに反して、本書には『秋田沿革史大成』に書かれている義真侯の毒殺さえもはばかって書かず、逆に派閥によって誅殺されたとされる山方、大越、三枝、那珂、野尻等の家名が復活されたことを記している」と批判している。佐竹義真の急死は当時から怪死と思われていた。三田村の指摘の通り、『秋田沿革史大成』には「御側方其他御家中何レモ其急症ヲ疑フ」とある。著者の橋本宗彦はこの資料の出典を明らかにしていないが、恐らく古記録や古文書ではなく、伝承から採ったのではないかと思われる。
『秋田杉直物語』では出だしに佐竹氏の祖先が新羅三郎と誤り無く記述されているのに、『秋田治亂記（實録）』の出だしは、それが八幡太郎と誤りが増えている。しかも、秋田藩内で修正された雰囲気もない。この部分は秋田藩で盛んに信仰されていた「八幡神社」と何らかの関わりがあると考える人もいる。

## 書籍
秋田騒動は柳沢騒動、黒田騒動、伊達騒動、越後騒動、鍋島騒動、加賀騒動などのお家騒動とともに、貸本屋向き地下出版のベストセラーになった。それらをリストアップする。
- A 秋田杉直物語 - 宝暦8年、秋田県公文書館蔵（5種）、国立国会図書館蔵、個人蔵。『列侯深秘録』で翻刻。
- Aa 秋田騒動記、那珂物語、佐竹扇 - 『秋田騒動実記』と『国産秋田蕗』の跋（後書き）による。
- Ab 秋田摺直成記 - 秋田県公文書館蔵、目黒区立大橋図書館旧蔵
- Ab 秋田騒動実記（秋田騒動実記大全） - 秋田県公文書館蔵、宝暦10年3月
- Ab 国産秋田蕗 - 京都大学蔵
- Ab 増補秋田蕗 -  『今古実録 増補秋田蕗 巻の1』～、『近世実録全書 第5巻 妲己のお百（増補秋田蕗） 』
- Ab 善悪両面児手柏 - 河竹黙阿弥作、江戸市村座、慶応3年5月
- B 秋田治乱記実録 - 『列侯深秘録 秋田治亂記實録』、『列侯深秘録 秋田治亂記實録』
- Ba 秋田杉不易梁（ふえきのはり） - 同志社大学蔵
- Bb 秋田治乱記 - 秋田県公文書館蔵、天保5年
- C 秋田治乱記 - 個人蔵、文化7年正月
- Ca 秋田治乱記 - 新秋田叢書3巻で翻刻、『秋田叢書 第7巻 秋田治亂記』
- Cb 治乱記 - 個人蔵、文化11年写し
- D 秋田騒動聞書夢之噂 - 秋田県公文書館蔵、宝暦10年8月

この他に、秋藩懲瑟禄（宝暦8年9月写、秋田藩から幕府への事件報告書の写し）、秋田記秘事（秋田公文書館蔵）、秋政要略（秋田公文書館蔵）、秋藩秘禄（秋田公文書館蔵）、宝暦発行 秋田銀札（秋田公文書館蔵）、佐竹藩宝暦一件那珂忠左衛門取囲準備（秋田公文書館蔵）、宝暦丑年大乱日記（秋田公文書館蔵）、羽州秋田騒動記（早稲田大学蔵）、羽州秋田宝暦聞書（内題 羽州秋田宝暦騒動記、京都大学蔵）、秋田騒動　病間雑抄（酒田市光丘図書館蔵）、国典類抄第一九巻（酒田市立図書館編、秋田県教育委員会、昭和59年）などの資料がある。

## 秋田騒動を扱った作品

### 映画
- 1914年「姐妃（あねご）のお百」尾上松之助主演、日活
- 1959年「南部騒動 姐妃のお百」小畠絹子主演、新東宝
- 1987年「傑作時代劇第19話 怪談 実録姐妃のお百」テレビ朝日系列
- 1940年「佐竹競艶録」大友柳太郎主演、新興キネマ

### 講談・書籍
- 『列侯深秘録 秋田杉直物語』国書刊行会、1914年
- 『列侯深秘録 秋田杉直物語』国書刊行会、1924年
- 『絵本増補秋田蕗』自由閣、1886年
- 編輯人不詳『今古実録 増補秋田蕗 巻の1』栄泉社、 1886年
- 編輯人不詳『今古実録 増補秋田蕗 巻の2』栄泉社、 1886年
- 編輯人不詳『今古実録 増補秋田蕗 巻の3』栄泉社、 1886年
- 編輯人不詳『今古実録 増補秋田蕗 巻の4』栄泉社、 1886年
- 編輯人不詳『今古実録 増補秋田蕗 巻の5』栄泉社、 1886年
- 編輯人不詳『今古実録 増補秋田蕗 巻の6』栄泉社、 1886年
- 編輯人不詳『今古実録 増補秋田蕗 巻の7』栄泉社、 1886年
- 河竹黙阿弥『鶴千歳曾我門松・善悪両面児手柏・忠孝二刀柳生誉』 1889年
- 秋田叢書刊行会『秋田叢書 第7巻 秋田治亂記』、1933年
- 三田村鳶魚『柳沢・越後・黒田・加賀・伊達・秋田騒動実記 秋田治亂記實録』、1928年
- 『列侯深秘録 秋田治亂記實録』国書刊行会1914年
- 『列侯深秘録 秋田治亂記實録』国書刊行会1924年
- 為永春水 (2世)『厚化粧万年島田 自1編至5編』 1869年-1870年
- 為永春水 (2世)『厚化粧万年島田 1編 上,下』 1874年
- 為永春水 (2世)『厚化粧万年島田 2編 上,下』 1874年
- 為永春水 (2世)『厚化粧万年島田 3編 上,下』 1874年
- 為永春水 (2世)『厚化粧万年島田 4編 上,下』 1874年
- 為永春水 (2世)『厚化粧万年島田 5編 上,下』 1874年
- 為永春水 (2世)『厚化粧万年島田 6編 上,下』 1874年
- 為永春水 (2世)『厚化粧万年島田 7編 上,下』 1874年
- 為永春水 (2世)『厚化粧万年島田 8編 上,下』 1874年
- 為永春水 (2世)『厚化粧万年島田 9編 上,下』 1874年
- 為永春水 (2世)『厚化粧万年島田 10編 上,下』 1874年
- 高畠藍泉『巷説児手柏』1879年
- 清水米洲 編『脇田奇聞姐妃の高髷. 上の巻』1884年
- 清水米洲 編『脇田奇聞姐妃の高髷. 下の巻』1884年
- 『増補佐竹騒動秋田蕗』大坂東区常盤町二丁目江戸屋本店、1886年10月
- 風魔居士『妲妃於百・秋田奇聞』栄文舎、1886年10月
- 『新編古今毒婦伝』誾花堂、1887年12月 - 風魔居士の著作など6編を収録
- 井上勝五郎編『秋田奇聞姐妃於百.上』『秋田奇聞姐妃於百.下』1887年
- 『秋田奇聞姐妃於百』赤松市太郎出版、1888年
- 野村銀次郎 編『仇競古今毒婦伝』1889年
- 野村銀次郎 編『明治新編毒婦伝』銀花堂、1890年
- 土居輝雄『宝暦の嵐 佐竹騒動』1995年 - 那珂忠左衛門が主人公の秋田騒動を題材にした歴史小説。那珂が儒教を重視していなかったのは、若い頃にいた出生地の大館で安藤昌益との交友があり、その影響を受けたという設定（安藤昌益と那珂忠三郎は実際に同じような年齢）。銀札推進派は古くからの門閥によって身分が固定された秋田藩に不満を持ち（銀札推進派の家老、梅津外記は先祖の梅津憲忠の活躍によっても一定の家格以上になれない）経済政策こそが新しい武士の存在価値であると考えた。息子たちを出世させようと考える佐竹義道に藩主殺害を誘われた那珂は、儒教の教えを理由に銀札政策を却下する藩主たちを亡き者にした。しかし肝心の銀札政策は失敗し…
- 海音寺潮五郎『列藩騒動録（上）』秋田騒動、1965年、p.323-400 - 秋田杉直物語の矛盾点を多数指摘し、秋田騒動は経済問題から発生したと判断し『秋田治乱記』の記述がおおむね妥当であると判断している。